# Astroblepus frenatus
Astroblepus frenatus är en fiskart som beskrevs av Eigenmann, 1918. Astroblepus frenatus ingår i släktet Astroblepus och familjen Astroblepidae. Inga underarter finns listade.